# Pomník maršála Koněva v Kirově
Pomník maršála Koněva stál nejprve v polském Krakově v Malopolském vojvodství, avšak v roce 1991 byl snesen a odvezen do Ruska. Po restaurování, které proběhlo v Kirově, byl umístěn na nový podstavec a vztyčen uprostřed náměstí, které nese maršálovo jméno.
Autory památníku jsou: polský sochař Antoni Hajdecki, architekti V. I. Borcov a V. I. Kropačev.
Celý památník je od roku 1997 zapsán v seznamu kulturních památek Ruské federace regionálního významu.